# Émile Rey
Émile Rey (pron. fr. AFI: [emil ʁɛj]), detto il principe delle guide (in francese, Prince des guides) (Courmayeur, 1846 – Dente del Gigante, 24 agosto 1895) è stato un alpinista italiano.
È noto soprattutto per aver partecipato alle prime ascensioni dell'Aiguille Noire de Peuterey, dell'Aiguille Blanche de Peuterey e della arête de Peuterey. La prima salita della cresta di Peuterey del 1893, in particolare, è considerata da alcuni come la più grande impresa alpinistica del XIX secolo.

## Biografia
Émile Rey nasce a La Saxe, frazione di Courmayeur, nel 1846. Nel 1868 inizia il tirocinio di aspirante guida ed a 22 anni risulta iscritto nel primo elenco ufficiale delle "guides à pied" di Courmayeur. Muore nel 1895 ritornando da una ascesa del Dente del Gigante insieme ad un cliente, in seguito ad una caduta mentre procedeva slegato in un tratto facile della gengiva.

## Imprese alpinistiche
Nel seguente elenco sono riportate alcune delle salite più significative di Émile Rey:
- Prima salita dell'Aiguille Noire de Peuterey con Lord Wentworth e Jean-Baptiste Bich - 5 agosto 1877[4]
- Prima salita della Punta Giordano (Jumeaux) con Lord Wentworth e Jean-Baptiste Bich - 6 settembre 1877[5]
- Gran Paradiso dal ghiacciaio della Tribolazione[senza fonte]
- Dent d'Hérens per la cresta di Tiefenmatten[senza fonte]
- Prima salita dell'Aiguille de Talèfre con Johan Baumann, F. J. Cullinam, G. Fitzgerald, Joseph Moser e Laurent Lanier - 25 agosto 1879[6]
- Seconda salita del Grand Dru - 1879
- Prima salita del Col de Peuterey con Georg Gruber e Pierre Revel, dal Freney - 13 agosto 1880[7]
- Prima salita dell'Aiguille Blanche de Peuterey attraverso il colle Eccles e il Col de Peuterey con Henry Seymour King, Ambros Supersaxo e Aloys Anthamatten - 31 luglio 1885[8]
- Prima traversata dei Grands Charmoz - 1887
- Prima traversata dal Grand Dru al Petit Dru con Henri Dunod e François Simond - 1887
- Prima traversata dal Petit al Grand Dru con Miss. K. Richardson et Jean-Baptiste Bich - 14 settembre 1889
- Prima traversata invernale del Monte Bianco con Alessandro, Corradino, Erminio e Vittorio Sella, Jean-Joseph, Baptiste e Daniel Maquignaz, e due portatori. Salirono per la via dei Rocher de la Tournette e discesero dai Grand Mulets in giornata - 5 gennaio 1887[9]
- Prima salita della variante Güssfeldt allo Sperone della Brenva sul Monte Bianco con Paul Güssfeldt, Laurent Croux e Michel Savoye - 16 agosto 1892[10]
- Prima salita della cresta di Peuterey con Paul Güssfeldt, Christian Klucker e César Ollier - 14-16 agosto 1893.[11] Partiti da Courmayeur il 14 agosto i quattro alpinisti raggiungono la cima dell'Aiguille Blanche per la parete est il 15 agosto e quindi il Monte Bianco di Courmayeur e il Monte Bianco il 16 agosto.

## Intitolazioni
A Courmayeur esiste un hotel, realizzato nella casa che appartenne ad Émile Rey, che porta il suo nome.
Il Col Émile Rey, a 4027 m s.l.m. sul versante italiano del Monte Bianco, è intitolato alla sua memoria.
Esequie della guida E. R. è una poesia di Giosuè Carducci scritta in occasione della morte di Rey, parte della raccolta Rime e ritmi (1899). In quel periodo Carducci si trovava a Courmayeur e rimase profondamente colpito e turbato dall'avvenimento, tanto da tradurre in versi il riconoscimento dell'eroismo dell'uomo capace di confrontarsi con le forze elementari ed estreme della natura.